# Parafia św. Jana Kantego w Kamionkach
Parafia świętego Jana Kantego w Kamionkach – parafia rzymskokatolicka, znajdująca się w diecezji ełckiej, w dekanacie Giżycko – św. Szczepana Męczennika.